# Зара (компания)
Вижте пояснителната страница за други значения на Зара.
„Зара“ (на испански: Zara, [ˈθaɾa], правилно произношение: „Сара“) е моден бранд и верига магазини. Компанията е собственост на корпорацията „Индитекс“. Седалището ѝ е в Артейхо. „Зара“ е водещата марка на „Индитекс“, която притежава и марките Масимо Дути, Бершка, Пул енд Беър, Ойшо и други.
„Зара“ е основана през 1975 г. от Амансио Ортега Гаона и Росалия Мера (1944 – 2013). Началото е поставено с магазин в Ла Коруня, предлагащ евтини модерни облекла. Впоследствие са открити и други магазини в цяла Испания. През 1980-те Ортега централизира дизайна, производството и дистрибуцията на облеклата, за да постигне революционната „бърза мода“, при която точно два пъти седмично управителите на магазините поръчват и получават заявените облекла.
Модният директор на модната къща „Луи Вюитон“ Даниел Пет описва „Зара“ като „може би най-иновационната и завладяваща мрежа за търговия на дребно в света.“ Също „Зара“ е характеризирана от Си Ен Ен като „Испанската история успеха“.
Към 2019 г. „Зара“ има 2259 магазина в 96 страни. В България „Зара“ има открити 7 магазина, като 4 от тях са в София. Разполага с 3 логистични центъра – в Артейхо, Сарагоса и Мадрид. През 2004 г. е открит и първият магазин на „Зара“ в континентален Китай – в Шанхай.
Поради пандемията от 2020 магазините ZARA по света временно са затворени поради ограничения. Въпреки това, през април 2020 г., собственикът на „Зара“ увеличава пратката до Азия, тъй като Китай приключва продължилото 76 дни блокиране, а купувачите се завръщат и бизнесът започва отново.
През май 2021 г. „Зара“ стартира първата си линия за красота – „Зара Бюти“.